# Сантини, Иван
Иван Сантини (хорв. Ivan Santini; 21 мая 1989, Задар, Хорватия) — хорватский футболист, нападающий клуба «Аль-Фатех». Выступал за сборную Хорватии.

## Клубная карьера
Сантини начал карьеру в клубе «Задар» из своего родного города. В 2006 году он начал в клубе второго дивизиона «Интер Запрешич». В 2007 году Иван переехал в Австрию, где два года выступал за молодёжную команду зальцбургского «Ред Булла».
В 2009 году Сантини стал футболистом немецкого клуба «Ингольштадт 04». 8 марта в матче против «Мюнхен 1860» он дебютировал во второй Бундеслиге. Иван не смог пробиться в основу и по окончании сезона вернулся на родину в «Задар». 12 сентября в поединке против загребской «Кроации» он дебютировал в чемпионате Хорватии. 7 ноября в матче против «Вараждина» Иван сделал «дубль» забив свои первые голы за «Задар». Сантини провёл в родной команде три сезона, в двух последних неизменно забивая по 10 голов.
В 2012 году он на правах аренды перешёл во «Фрайбург». 5 февраля в матче против бременского «Вердера» Иван дебютировал в Бундеслиге. 21 апреля 2013 года в поединке против «Штутгарта» он забил свой первый гол за «Фрайбург». Летом того же года Сантини перешёл в бельгийский «Кортрейк». 27 июля в матче против «Ауд-Хеверле Лёвен» он дебютировал в Жюпиле лиге. В этом же поединке Иван забил свой первый гол за новый клуб. В своём первом сезоне Сантини забил 15 голов, став лучшим бомбардиром команды и заняв пятое место в списке снайперов чемпионата Бельгии.
Летом 2015 года Иван перешёл в льежский «Стандард», подписав четырёхлетний контракт. Сумма трансфера составила 2 млн евро. 25 июля в матче против своего бывшего клуба «Кортрейка» он дебютировал за новый клуб. 2 августа в поединке против «Зюлте-Варегем» Сантини забил свой первый гол за «Стандард». По итогам дебютного сезона он стал лучшим бомбардиром команды и одним из лучших снайперов чемпионата. Летом 2016 года Сантини перешёл во французский «Кан», подписав соглашение на три года. Сумма трансфера составила 2 млн евро. 13 августа в матче против «Лорьяна» он дебютировал в Лиге 1. В этом же поединке Иван сделал «дубль», забив свои первые голы за «Кан».
Летом 2018 года Сантини перешёл в бельгийский «Андерлехт». Сумма трансфера составила 3 млн. евро. 28 июля в матче против своего бывшего клуба «Кортрейка» он за новую команду. В этом же поединке Иван сделал хет-трик, забив свои первые голы за «Андрелехт». 5 августа в матче против «Остенеде» он вновь забил три гола и возглавил гонку бомбардиров.

## Международная карьера
28 мая 2017 года в товарищеском матче против сборной Мексики Сантини дебютировал за сборную Хорватии.